# توم هاكيت
توم هاكيت (بالإنجليزية: Tom Hackett)‏ هو لاعب كرة قدم أمريكية أسترالي، ولد في 10 مايو 1992 في ملبورن في أستراليا.

## وصلات خارجية
- توم هاكيت على موقع مرجع كرة القدم المحترفة.كوم (الإنجليزية)